# Юзеф Бейм
Юзеф Бейм (пол. Józef Beim; 13 квітня 1937, Кляніни — 30 квітня 1987, Варшава) — польський генерал, головний комендант громадянської міліції у 1981—1987 роках. Видатний діяч органів правопорядку ПНР очолював громадянську міліцію у період соціально-політичної кризи та силового протистояння 1980-х років. Член ЦК та Центральної контрольно-ревізійної комісії ПОРП.

## Походження й освіта
Народився у селянській сім'ї із села у гміні Осечна. Закінчив економічний факультет Гданського університету з курсу управління промисловим виробництвом, проте за фахом не працював. Згодом здобув науковий ступінь доктора наук.

## Міліцейська кар'єра
У травні 1956 року Юзейф Бейм вступив на службу у моторизовану роту громадянської міліції Гданська. Пройшов навчання у Вищій школі міліції у Щитно.
З 1957 до 1960 рік служив у Гданській комендатурі цивільної міліції, у 1960—1962 роках — у комендатурі Пуцька. У 1962—1966 роках — у комендатурі Тчева, у 1967—1970 роках — у комендатурі Ельблонгу, у 1970—1973 — у комендатурі Гдині. У Тчеві, Ельблонзі та Гдині Юзеф Бейм очолював міліцейські управління повітського та міського рівнів. У період служби на балтійському узбережжі Бейм був підвищений від підпоручника до підполковника.
15 січня 1973 року Юзеф Бейм у званні полковника отримав посаду коменданта громадянської міліції Кракова — другого за величиною міста Польщі. Це означало серйозну позицію у силовій ієрархії ПНР. До 1978 року Бейм був заступником головного коменданта громадянської міліції Краківського воєводства. 15 травня 1978 року Бейм отримав призначення заступником головного коменданта громадянської міліції ПНР Станіслава Зачковського. З 1979 року мав звання генерала бригади.
З березня 1957 року Юзеф Бейм був членом урядущої компартії ПОРП. Був переконаним прихильником партійного режиму. У 1980—1981 роках виступав за силове придушення профспілки Солідарність. У середині серпня 1980 року — на тлі страйкової хвилі, яка розгорталася, — Бейм, поряд з генералом Служби безпеки (СБ) Владиславом Цястонем, став заступником генерала Богуслава Стахури в оперативному штабі МВС Lato 80.

## Головний комендант
25 листопада 1981 року генерал Бейм змінив генерала Зачковського на посаді головного коменданта громадянської міліції ПНР. Менш ніж через три тижні, 13 грудня 1981 року, у Польщі було введено воєнний стан. Наступні дні ознаменувалися масштабним насильством — захоплення підприємств, розгони демонстрацій, упокорення шахти «Вуек», численні інтернування й арешти. Громадянська міліція, особливо підрозділи ЗОМО, відіграла важливу роль у придушенні «Солідарності» та політичних репресіях. Поряд з іншими активістами, жорстким переслідуванням зазнавали члени незалежної профспілки працівників міліції.
Юзеф Бейм був одним із головних провідників репресивної політики, належав до найближчих сподвижників міністра внутрішніх справ Чеслава Кіщака, одного з керівників Військової ради національного порятунку. Жорстко репресивний курс провадили підлеглі Бейма у воєводських комендатурах — генерал Анджеєвський, полковник Верніковський, полковник Груба, полковник Коздра, полковник Урантувка. Попри приналежність до міліції, у перші тижні воєнного стану Бейм особисто інспектував армійські патрулі на вулицях Варшави. Громадянська міліція зберігала функції політичного тиску і після скасування воєнного стану у 1983 році.
На період комендантства Бейма припали загибель Гжегожа Пшемика після побиття ЗОМО та вбивство Єжи Попелушко, скоєне офіцерами СБ. У першому випадку Бейм усіляко прикривав винних. У другому підлеглі Бейма розслідували вбивство Попелушка та заарештували групу виконавців й організаторів, включно з генералом Цястоня. Як керівник міліції генерал Бейм відіграв певну роль у конфлікті на боці групи Ярузельського — Кіщака проти «партійного бетону» Мілевського.
27 вересня 1984 року Юзефу Бейму було надано звання генерала дивізії. З 1986 року Бейм — член ЦК ПОРП і Центральної контрольно-ревізійної комісії.

## Смерть і похорон
Юзеф Бейм раптово помер у віці 50 років. На посаді головного коменданта його змінив у травні 1987 року генерал Зенон Тшцинський, який виявився останнім керівником громадянської міліції ПНР.
Похований Юзеф Бейм на цвинтарі Військові Повонзки.